# سعيد سعيد طبارة
سعيد سعيد طبارة (ولد في بيروت - توفي في 27 نوفمبر 2016 في المنامة، البحرين) تربوي بحريني من أصل لبناني.

## النشأة والتعليم
ولد سعيد طبارة في بيروت يتيما بعدما غرق والده التاجر مع ثروته في عاصفة في البحر الأبيض المتوسط خلال عودته من عكا في إحدى رحلاته التجارية وترك زوجته حاملا ترعى ستة أولاد فسموه (سعيد) على اسم أبيه. وأخوته هم صبحي ووداد وسنية وووفيقة وهند ونعمت.
درس وتخرج في الجامعة الأميركية في بيروت.

## المسيرة التربوية
تقدم بطلب العمل في شركة نفط البحرين المحدودة (بابكو) في بداية نشأتها واعتذرت الشركة لعدم وجود شواغر لديها كما تقدم أيضا للعمل ثانية في البحرين ولم ييأس أبدا عندما كان الوصول إلى البحرين ليس سهلا فقد مر بعقبات في الانتقال من بيروت إلى البصرة والمكوث في البصرة لحين الحصول على حجز عن طريق الطيران البحري للوصول إلى البحرين ومع ذلك وأمام هذه العقبات حطّت الطائرة في مطار البحرين البحري بمنطقة القضيبية في المنامة بعد أن ترك طبارة خلفه لبنان ليصل إلى البحرين في عام 1940م (أي بعد عشرين عاما من بدء التعليم في البحرين) بعد أن مهدت له أخته وفيقة ناير من خلال توجيه رسالة إلى مستشار حاكم البحرين آنذاك السير تشارلز بلغريف الذي وافق على الطلب بشرط تأديته لاختبارات في اللغة الانجليزية ليقدمها في بغداد.
عمل مدرس في الكلية الصناعية (مدرسة المنامة الصناعية) بقسم الآلات من 1940 حتى 1942م. ترقى إلى وظيفة مدرس أول في القسم ذاته حتى العام 1944 وفي هذه الفترة كان يقوم بأكثر أعمال مدير المدرسة جي. إي. هتشنجز الذي كان مشغول بمهمات أخرى في الدولة. تم تعيينه مديرا لمدرسة المنامة الصناعية في الفترة من العام 1944 حتى العام 1976 وعمل فيها على تغيير مفهوم التعليم الصناعي في البحرين وجذب الطلاب المجتهدين إليه. وكان يدعو إلى ضرورة التواصل بين شركات التصنيع وعلى رأسها بابكو ومدارس التعليم الصناعي. ساهم في تأسيس مدرسة جدحفص الصناعية الثانوية في العام 1969م. عين موجها للتعليم الفني الصناعي من 1967 إلى 1972. في العام 1972 عين طبارة مديرا للتعليم الصناعي حتى العام 1975. عين وكيل مساعد للتعليم العام والفني والتقني من 1975 إلى 1982. في العام 1982 تم تعيينه مستشارا للتعليم الفني العالي حتى العام 1984. ساهم طبارة في الكثير من المشاريع التعليمية التقنية والفنية في البحرين والكويت والخليج العربي وهو عضو مجلس أمناء جامعة البحرين مدة عشر سنوات.

## الحياة الشخصية
متزوج من عائشه خانم محمد فهمي يبو وأنجب خالد (1950) وجمانة وساجدة (1954) وهدى (1954). أخته وفيقة سعيد طبارة المعروفة بوفيقة ناير.

## الوفاة
توفي في 27 نوفمبر 2016 في المنامة عاصمة البحرين.

## الكتب
- «مهندس التعليم الصناعي في البحرين» من تأليف حسين المحروس.[7]